# Taara
Taara – statek pasażersko-towarowy oraz okręt służący w Marynarce Wojennej Imperium Rosyjskiego (jako Cesariewicz Aleksiej, Riespublikaniec i Narodnik) oraz  w Eesti merejõud. Brał udział w wojnie estońsko-bolszewickiej, działając na jeziorze Pejpus. W okresie międzywojennym rozbrojony, pływał pod nazwą Neptun. Zezłomowany po II wojnie światowej.

## Budowa i opis techniczny
Parowiec został wybudowany w 1913 roku przez stocznię A. Ahlström w Warkaus jako statek pasażersko-towarowy „Cesariewicz Aleksiej” (ros. Цесаревич Алексей. Prawdopodobnie nazwa ta odnosiła się do Aleksego Romanowa). Wykorzystywany był przez firmę Gromow, Abramow & Co, której był własnością.
„Cesariewicz Aleksiej” miał wyporność 160 ton. Miał 37 metrów długości i 6 metrów szerokości. Jego zanurzenie wynosiło 1,5 lub 1,8 metra.
Napęd stanowiła sprzężona maszyna parowa o dwóch cylindrach oraz jeden kocioł zasilany drewnem, którego zapas wynosił 45 m³. Moc siłowni wynosiła 250 KM, co pozwalało na rozpędzenie jednostki do 10 węzłów. Przy 9 węzłach mogła ona pokonać 200 mil morskich. 
Po wcieleniu w skład marynarki wojennej zamontowano na nim dwa działa 75 mm L/50 oraz 2 karabiny maszynowe (lub 3 działa kalibru 75 mm).
W skład załogi w czasie wojny wchodziło 3 oficerów i 22–29 marynarzy.

## Służba
Statek zarekwirowano na rzecz Marynarki Wojennej Imperium Rosyjskiego w 1917 roku. Został uzbrojony i włączony w skład Czudzkiej Flotylli Wojennej. Po rewolucji lutowej lub październikowej dwukrotnie zmienił nazwę, najpierw na „Riespublikaniec” (ros. Республиканец), a następnie na „Narodnik” (ros. Народник). 
Został zajęty przez wojska estońskie na zamarzniętej rzece Emajõgi w Tartu 14 stycznia 1919 roku. Włączony w skład Dywizjonu Kanonierek Jeziora Pejpus pod nazwą „Taara” – jest to imię głównego boga w mitologii estońskiej. Po zakończeniu wojny o niepodległość Estonii został rozbrojony i oddany Ministerstwu Handlu i Przemysłu. Sprzedany prywatnej firmie i przemianowany na „Neptun”. W czasie II wojny światowej nie był wykorzystywany przez walczące strony. Został pocięty na złom pod koniec lat czterdziestych.